# ألان سبينس
ألان سبينس (بالإنجليزية: Alan Spence)‏ (7 فبراير 1940 في المملكة المتحدة - ) هو لاعب كرة قدم بريطاني في مركز الهجوم. لعب مع أولدهام أثلتيك ونادي ساوثبورت ونادي سندرلاند ونادي تشستر سيتي ودارلينجتون إف سى.